# Танцевать до утра
«Танцевать до утра» — студийный альбом российской певицы Алёны Апиной, выпущенный в 1993 году. Название винилового издания — «Всё так не просто».
Диск положил начало сотрудничеству певицы с композитором Аркадием Укупником и стал одним из самых успешных в её карьере. В «Звуковой дорожке МК» релиз достиг Топ-5 ежемесячного хит-парада альбомов, а также вошёл в пятёрку лучших по итогам 1993 года и в двадцатку за 1994. Наиболее успешными в чартах песнями с этой пластинки стали «Лёха», «Летучий голландец» и «Ты зачем говоришь о любви». На четыре трека были сняты видеоклипы.

## Об альбоме
Покинув группу «Комбинация», Апина начала сольную карьеру песней «Ксюша», которая в 1992 году вошла в её дебютный альбом «Улица любви». В том же году она познакомилась с композитором Аркадием Укупником, результатом чего стал её второй альбом — «Танцевать до утра» (1993). Согласно Укупнику, певица однажды принесла ему небольшую тетрадку со стихами саратовского поэта (Юрия Дружкова), что и дало старт работе над пластинкой. Сама Апина обозначила альбом и концертную программу в его поддержку как попытку переосмыслить свой подход к творчеству и отойти от «золотоносной жилы» в виде типичных для неё песен вроде «Ксюши», «Лёхи» и «Бухгалтера» в сторону более лирического материала (наподобие представленного в альбоме трека «Ты зачем говоришь о любви»).
Проект стал первым лонгплеем Апиной, вышедшим на CD, и был издан лейблом Jeff Records. Виниловый вариант релиза однако выпускался фирмой «Апрелевка Sound» и получил альтернативное название — «Всё так не просто». Презентация альбома прошла в формате сольных концертов Апиной 26-28 ноября 1993 года в ГЦКЗ «Россия». Диск обеспечил артистке несколько хитов и стал одним из самых успешных в её карьере. Сингл «Лёха» достиг вершины ежемесячного чарта лучших песен «Звуковой дорожки МК», а «Летучий голландец» и «Ты зачем говоришь о любви» вошли в Топ-5 и Топ-10 соответственно. Кроме того, баллада «Всё так не просто» стала лауреатом конкурса «Песня года '93». На треки «Лёха», «Летучий голландец», «Я тебя у всех украду» и «Ив Сен-Лоран» были сняты видеоклипы.

## Видеоклипы
Ещё до выхода альбома, в 1992 году, был выпущен клип на песню «Лёха». В нём героиня Апиной марширует в студии на фоне белого задника, увешанного большими красными звёздами, дожидаясь возвращения из армии своего парня. Параллельно зритель наблюдает как Лёха в ходе службы преодолевает полосу препятствий. Это видео в итоге заняло строчку № 6 в хит-параде «Видеоклип года» «Звуковой дорожки МК».
В ролике на песню «Летучий голландец» показана случайная ночная встреча девушки и молодого человека на автозаправке, а также сцены их романтической прогулки, снятые на побережье Балтийского моря. Клип поднялся в ежемесячном хит-параде Top 10 Music Videos «Звуковой дорожки МК» до позиции № 7. В стилизованном под ретро мечтательном видео «Я тебя у всех украду» Апина предстаёт в бальных платьях с декольте и ювелирными украшениями, а в ролике на песню «Ив Сен-Лоран» — проказничает во время похода по западным магазинам.

## Оценки
Обозреватель «Музыкального Олимпа» Дмитрий Ловковский, рассматривая CD-издание альбома, счёл новую работу Апиной ровно тем, что нужно широким массам (в удовлетворении такого спроса, согласно журналисту, нет ничего плохого). Демократизм диска, по мнению рецензента, подчёркивается аранжировкой и записью — даже на самой дешёвой аппаратуре представленные на нём песни будут звучать сочно и звонко. Однако в цифровом варианте саунд альбома, по ощущениям Ловковского, всё же несколько грубоват. При этом в самом факте выхода на CD проекта, отвечающего потребностям массового слушателя, журналист не нашёл ничего удивительного, так как «материальное благосостояние отдельных слоёв общества растёт быстрее, нежели изысканность их музыкальных вкусов».
Оценивая концертную программу в поддержку альбома, ведущий «Звуковой дорожки МК» Артур Гаспарян констатировал «полное крушение» прежнего образа Апиной как студийной певицы, отметив, что «подлинным откровением» стал не только факт её достойного живого пения, но и самоотдача, которая, согласно критику, и обозначает грань между артистом и подёнщиком от искусства. Главным же, по словам Гаспаряна, в программе оказалось почти безукоризненное и очень редкое в последнее время на отечественных поп-роковых подмостках чувство меры и вкуса (в поведении, сценографии, режиссуре и драматургии).

## Трек-лист
Названия некоторых песен на виниловом издании альбома отличаются от CD-версии (даны в скобках).
| №                   | Название                                                 | Текст песни         | Музыка              | Длительность |
| ------------------- | -------------------------------------------------------- | ------------------- | ------------------- | ------------ |
| 1.                  | «Танцевать до утра»                                      | Ю. Дружков          | А. Укупник          | 3:35         |
| 2.                  | «Лёха» («Призывник мой, Лёха»)                           | Ю. Дружков          | А. Укупник          | 3:56         |
| 3.                  | «Летучий голландец» («Летучий голландец любви»)          | Е. Алов             | А. Укупник          | 3:28         |
| 4.                  | «Я тебя у всех украду»                                   | Е. Алов             | А. Укупник          | 4:02         |
| 5.                  | «Ив Сен-Лоран»                                           | Ю. Дружков          | А. Укупник          | 3:00         |
| 6.                  | «Было, девки» («Было, девки, было»)                      | Ю. Дружков          | А. Укупник          | 3:02         |
| 7.                  | «Всё так не просто»                                      | Ю. Дружков          | А. Укупник          | 4:12         |
| 8.                  | «Не могу я жить без тебя» («Не могу я теперь без любви») | Ю. Дружков          | А. Укупник          | 4:19         |
| Общая длительность: | Общая длительность:                                      | Общая длительность: | Общая длительность: | 29:49        |

## Позиции в чартах
Ежемесячные чарты
| Год  | Чарты                                            | Высшая позиция | Прим.  |
| ---- | ------------------------------------------------ | -------------- | ------ |
| 1993 | Россия, Звуковая дорожка МК, «Top 10 Tapes»      | 2              | [ 7 ]  |
| 1993 | Россия, Звуковая дорожка МК, «Top 10 Albums»     | 3              | [ 16 ] |
| 1993 | Россия, Музыкальный Олимп ТАСС, «Грампластинки»  | 3              | [ 17 ] |
| 1993 | Россия, Музыкальный Олимп ТАСС, «Магнитоальбомы» | 2              | [ 18 ] |
| 1994 | Россия, Звуковая дорожка МК, «Top 20 Albums»     | 2              | [ 19 ] |
| 1994 | Россия, Музыкальный Олимп ТАСС, «Пластинки»      | 2              | [ 20 ] |

Ежегодные чарты
| Год  | Чарты                                                        | Высшая позиция | Прим.  |
| ---- | ------------------------------------------------------------ | -------------- | ------ |
| 1993 | Россия, Звуковая дорожка МК, «Top 10 Tapes '93»              | 4              | [ 21 ] |
| 1993 | Россия, Музыкальный Олимп ТАСС, «Магнитоальбомы»             | 6              | [ 22 ] |
| 1994 | Россия, Звуковая дорожка МК, «Top 20 Albums 1994»            | 13             | [ 23 ] |
| 1994 | Россия, Музыкальный Олимп ТАСС, «CD российских исполнителей» | 10             | [ 24 ] |

## Персонал
- Менеджер: Александр Иратов
- Аранжировка: Юрий Варум (1, 2, 3, 4, 5, 6), Олег Ладов (7, 8)
- Соло-гитара: Александр Венгеров
- Саксофон: Сергей Овчинников (3), Владимир Пресняков-старший (7)
- Звукорежиссёры: Андрей Пащенков (1, 4, 5, 6, 7, 8), Юрий Богданов (3), Валерий Таманов (2)

## Полезные ссылки
- Архивная страница альбома на сайте Алёны Апиной (аннотация и трек-лист)
- Видеоклип на песню «Лёха» (1992) на YouTube
- Видеоклип на песню «Ив Сен-Лоран» (1993) на YouTube
- Видеоклип на песню «Летучий голландец» (1993) на YouTube
- Видеоклип на песню «Я тебя у всех украду» (1993) на YouTube
- Выступление с песней «Всё так не просто» на «Песне года '93» на YouTube